# I когорта африканцев
I конная когорта римских граждан африканцев (лат. Cohors I Afrorum civium Romanorum equitata) — вспомогательное подразделение армии Древнего Рима, относящаяся к типу Cohors quingenaria equitata.
По всей видимости, данное подразделение было набрано из жителей провинции Африка. Существует несколько упоминаний когорты: в военных дипломах от 122 и 124 годов. В рассматриваемый период времени подразделение входило в состав войск, дислоцировавшихся в провинции Британия. Больше об истории этой когорты нет никаких сведений.